# بخش گاریابند
بخش گاریابند (انگلیسی: Gariaband district) یک بخش در ایالت چتیسگر، هند است.
این بخش که ۵٬۸۲۲٫۸۶۱ کیلومتر مربع مساحت در سال ۲۰۱۱ میلادی ۵۹۷٬۶۵۳ نفر جمعیت دارد.